# Val-Fouzon
Val-Fouzon es una comuna nueva francesa situada en el departamento de Indre, de la región de Centro-Valle de Loira.

## Historia
Fue creada el 1 de enero de 2016, en aplicación de una resolución del prefecto de Indre de 1 de diciembre de 2015 con la unión de las comunas de Parpeçay, Sainte-Cécile y Varennes-sur-Fouzon, pasando a estar el ayuntamiento en la antigua comuna de Varennes-sur-Fouzon.

## Demografía
| Gráfica de evolución demográfica de Val-Fouzon entre 1800 y 2013 |
|                                                                  |

Los datos entre 1800 y 2013 son el resultado de sumar los parciales de las tres comunas que forman la nueva comuna de Val-Fouzon, cuyos datos se han cogido de 1800 a 1999, para las comunas de Parpeçay, Sainte-Cécile y Varennes-sur-Fouzon de la página francesa EHESS/Cassini. Los demás datos se han cogido de la página del INSEE.

## Composición
| Comuna delegada     | Código INSEE | Población (2013) | Superficie (km²) | Densidad (hab./km²) |
| ------------------- | ------------ | ---------------- | ---------------- | ------------------- |
| Parpeçay            | 36151        | 224              | 14.55            | 15                  |
| Sainte-Cécile       | 36183        | 96               | 9.50             | 10                  |
| Varennes-sur-Fouzon | 36229        | 709              | 22.85            | 31                  |